# Tanjong Malim
Tanjong Malim, ook Tanjung Malim is een plaats en gemeente (majlis daerah; district council) in de Maleisische deelstaat Perak.
De gemeente telt 50.500 inwoners.